# Гемітея
Гемітея (дав.-гр. Ἡμιθέα:, означає «напівбожество») — персонажі давньогрецької міфології:
- Гемітея (також відома як Амфітея або Левкотея) — дочка Кікна і Проклії, сестра Тенеса. Після смерті Проклії батько Гемітеї одружився з Філономою, яка закохалася в свого пасинка Тенеса і спробувала спокусити його. Відкинута ним, мачуха оббрехала обох дітей. Кікн наказав Гемітею і її брата покласти у велику скриню і скинути в море. Скриню прибило до одного острова, Тенес став царем його. Дізнавшись, що став жертвою обману, Кікн розправився з Філономою і розшукав сина та дочку. Коли грецькі кораблі пропливали повз острів, Тенес жбурнув в них величезний камінь, чим викликав гнів Ахілла. Той кинувся в море, доплив до берега і вразив Тенеса в саме серце. Після цього він убив Кікна і став переслідувати Гемітею, що бігла від нього, як лань. Коли, здавалося, вже ніщо не в силах було їй допомогти, земля розступилася і поглинула Гемітею.
- Гемітея (також Молпадія) — дочка Стафіла і Хрізофеміс, сестра Партенос і Ройо. Її і Партенос батько призначив стежити за вином, але вони заснули, і, поки вони спали, бочки з вином зламали свині. Коли сестри прокинулися, вони побачили, що сталося, і, побоюючись батьківського гніву, кинулися з обриву. Аполлон, який закохався в Ройо, не дозволив їм померти і переніс у два різних міста в Херсонесі, Гемітею до Кастабуса і Партенос у Бубастіс, де обидва отримали божественні нагороди. Саме тоді ім'я Молпадія після обожнювання було змінено на Гемітею. За іншою версією вона мала ім'я Гемітея з народження.